# Place de Brazzaville
La place de Brazzaville est une voie du 15e arrondissement de Paris, en France.

## Situation et accès
La place de Brazzaville est une voie publique située dans le 15e arrondissement de Paris. Elle débute au 47, quai de Grenelle et se termine au 26, rue Émeriau.

## Origine du nom

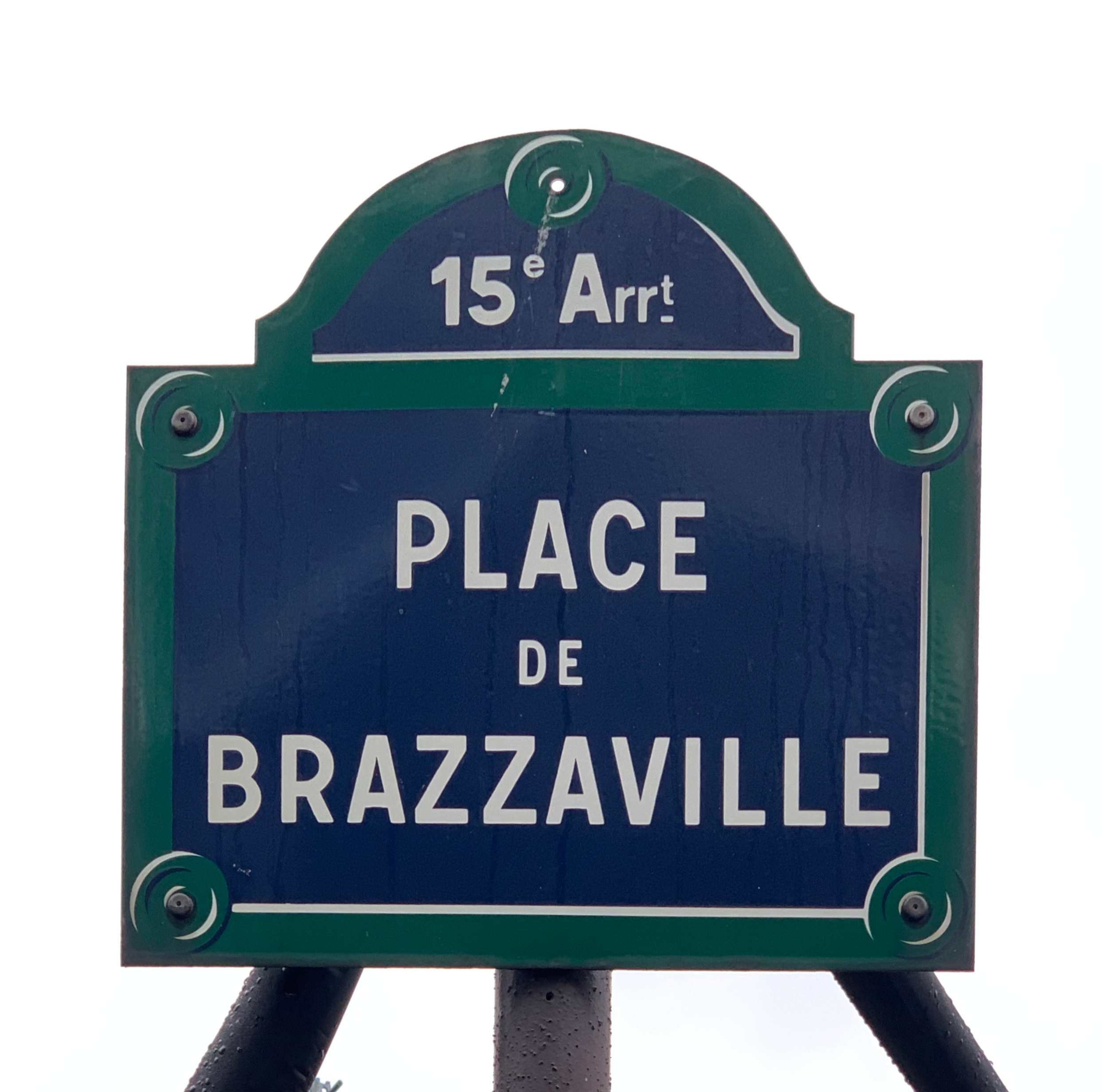
Panneau de la place.

Cette place porte le nom de Brazzaville, capitale de la république du Congo.

## Historique
Cette place, qui est une partie de la rue Rouelle, a été créée et a pris son nom actuel en 1980.

## Bâtiments remarquables et lieux de mémoire
- no 10 : chaufferie de la Compagnie parisienne de chauffage urbain avec sa cheminée de 130 m de hauteur.